# Kalle Bäccman
Karl Johan Anders Bäccman, känd som Kalle Bäccman,  är en svensk kompositör, producent och musiker som bland annat har skrivit musik till de  Guldbaggebelönade filmerna I taket lyser stjärnorna i regi av Lisa Siwe,  Martha & Niki i regi av Tora Mårtens och den Prix Italia- och Kristallenvinnande dokumentären Han tror han är bäst i regi av Maria Kuhlberg.
Bäccman har även komponerat musik för teater, radio och filmproduktioner i regi av Suzanne Osten, i urval: Tröstar jag dig nu?, Edvard II med Rikard Wolff i huvudrollen på Unga Klara och Publiken på Göteborgs stadsteater. (De två sistnämnda tillsammans med Malin Dahlström, Niki & The Dove). Tröstar jag dig nu? och Publiken var uttagna till Svenska Teaterbiennalen 2011 i Gävle. Den föregående vann även Nöjesguidens pris 2011. Bäccman har även samarbetat med skådespelaren Shebly Niavarani och gjort kortfilmen Splitter som sändes i SVT under 2015.
Under flera år samarbetat med och backat upp poeten Bob Hansson live och på skiva, senast 2019 med rikstäckande föreställning och turné där hans texter blandats med elektronisk musik och akustiska inslag.
Bäccman är medgrundare till skivbolaget Flora & Fauna och det elektroniska musikkollektivet Moder Jords Massiva.